# Justizvollzugsanstalt Düsseldorf
Die Justizvollzugsanstalt Düsseldorf ist eine in Ratingen im Kreis Mettmann angesiedelte Justizvollzugsanstalt für erwachsene männliche Gefangene sowie Arrestanten. Von 1893 bis zum Februar 2012 befand sich das Gefängnis in Düsseldorf-Derendorf. In der Häftlings- und Umgangssprache wurde der alte Standort aufgrund der Postadresse Ulmenstraße 95 und der leicht erhöhten Lage als „Ulmer Höh’“ oder auch kurz als „die Ulm“ bezeichnet.

## Geschichte

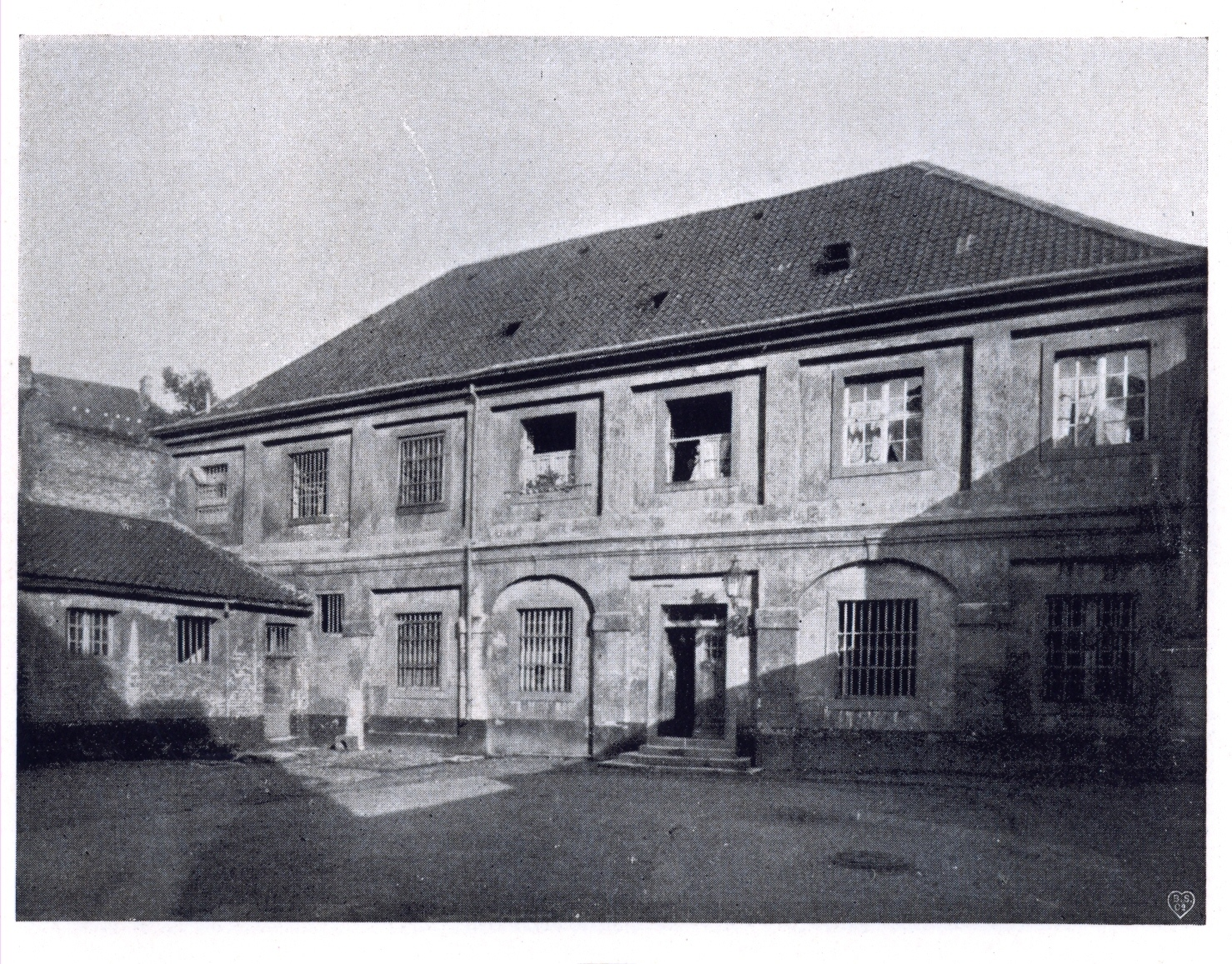
Altes Stadtgefängnis („Kriminalgefängnis“) Düsseldorf

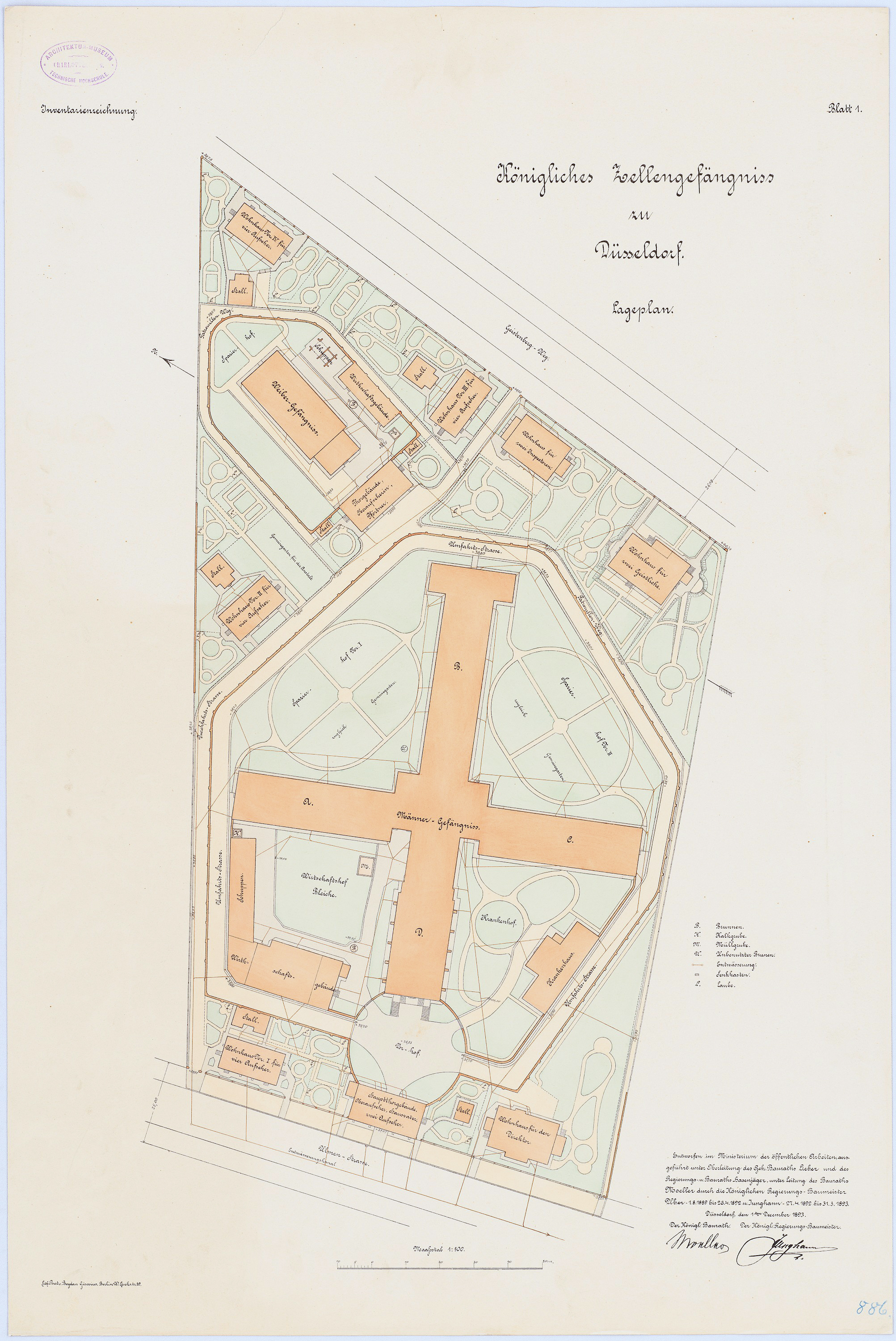
Lageplan Königliches Zellengefängnis, 1893

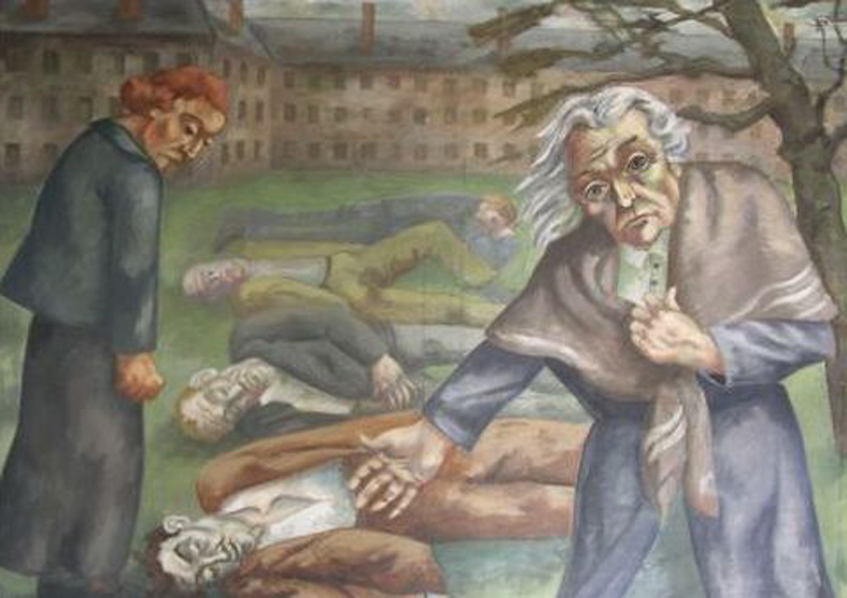
Peter Ludwigs, Mutter B. Zeigt eine alte Frau, die anklagend auf drei Leichen weist. Im Hintergrund das Gefängnis Ulmer Höh, 1937

Mehr als 100 Jahre befand sich die Justizvollzugsanstalt (JVA) Ulmer Höh’ im Stadtteil Derendorf. Die Strafanstalt löste das alte, um 1780 eingerichtete Stadtgefängnis an der Akademiestraße 1 ab. Am Zugang Schulstraße, ehemalig Nr. 2a, sind noch die Mauerreste der alten Königlichen „Arrest- und Correktionsanstalt“ vor dem Düsseldorfer Filmmuseum vorhanden.
Das etwa 3,2 Hektar große Areal lag Ende des 19. Jahrhunderts noch außerhalb einer dichten Besiedelung. Das Gefängnis mit Gefängniskrankenhaus wurde ab 1889 nach Plänen von Emil Hasenjäger auf einer Anhöhe errichtet und 1893 eröffnet. Schon vor der Gesamtfertigstellung war in 1891 das sogenannte „Weiberhaus“ fertiggestellt worden. Ob es sich bei der Anhöhe um einen ehemaligen Hinrichtungsplatz handelt, ist nicht belegt. Der letzte öffentliche Richtplatz auf dem Geisterberg in Derendorf wurde 1803 aufgegeben. Diese Hügelkuppe lag 350 Meter entfernt von dem Neubau der JVA an der Ulmenstraße.
Das Zuchthaus wurde nach damals modernen Gesichtspunkten im Kreuzbau als preußisches Zellengefängnis errichtet. Der preußische Bauboom von Gefängnissen hatte schon in der Mitte des 19. Jahrhunderts mit den Anstalten Köln-Klingelpütz (1834), Berlin-Moabit (1842) und Münster (1853) begonnen. In Nordrhein-Westfalen gehören hierzu die Gefängnisse Herford (1882), Siegburg (1893), Willich-Anrath (1900), Remscheid-Lüttringhausen (1902) und Werl (1905).
In der Zeit von 1892 bis 1934 sollen acht Hinrichtungen wegen Mordes vollstreckt worden sein. Eine Reihe historischer Rechtsfälle und viele Begebenheiten der Geschichte der Stadt Düsseldorf sind mit der „Ulmer Höh'“ verknüpft, wie die Separatistenaufstände von 1919 und 1923, der Schlageter-Anschlag, die Mordserie von Peter Kürten, die Majdanek-Prozesse oder die RAF-Prozesse der 1970er Jahre.
Die Ulmer Höh’ gehörte bis 1933 zum Sprengel des Strafvollzugsamts Düsseldorf, danach war der Generalstaatsanwalt für den dortigen Strafvollzug zuständig. Während der gesamten Zeit des Nationalsozialismus war die staatliche Gefangenenanstalt ein Ort politischer Haft, Willkür und Misshandlungen. Hierher wurden bereits nach dem Reichstagsbrand vom 27. Februar 1933 mehr als 300 „verdächtige“ Düsseldorfer in Schutzhaft genommen und inhaftiert. Die meisten davon waren politische Gegner, wie Sozialdemokraten, Gewerkschafter und Kommunisten. Mehrere jüdische Bürger, die in die Ulmer Höh’ verschleppt worden waren, kamen dort unter ungeklärten oder offensichtlich verschleierten Umständen ums Leben. In den letzten Jahren des Zweiten Weltkrieges wurden verstärkt ausländische Fremd- oder Zwangsarbeiter inhaftiert. Am 28. April 1944 traf ein alliierter Luftschlag die Haftanstalt. Die Gefangenen waren zu der Zeit im Luftschutzkeller des im Areal befindlichen Bezirkskrankenhauses untergebracht, das auch getroffen wurde. Der Angriff forderte 36 Todesopfer. Am 2. November 1944 starben 12 Gefangene im Bombenhagel. Anfang 1945 wurden die noch lebenden Gefangenen nach Wuppertal, Lüttringhausen und zu anderen Haftstätten evakuiert. Für die politischen Häftlinge bedeutete das Kriegsende am 8. Mai 1945 die Befreiung. Kurz nach dem Zweiten Weltkrieg wurde aus dem „Weiberhaus“ ein Jugendhaus für männliche jugendliche Untersuchungsgefangene.
Mit der Eröffnung des Justizvollzugskrankenhauses Nordrhein-Westfalen wurde das chirurgische Gefängniskrankenhaus in der JVA Düsseldorf 1986 geschlossen. Mit einer Behördenreform von 1970 wurden die Justizvollzugseinrichtungen des Landes Nordrhein-Westfalen nach dem Vorbild der Landschaftsverbände auf zwei Mittelbehörden (Justizvollzugsämter) aufgeteilt, die eine im Rheinland, mit Sitz in Köln, und die andere in Westfalen-Lippe, mit Sitz in Hamm. Die Ulmer Höh’ gehörte bis zur Auflösung dem Justizvollzugsamt Rheinland an. Bis auf die Kapelle, die umgebaut werden soll, wurden die Gebäude für Wohnungen abgerissen.

### Männerhaus
Im Männerhaus, dem größten und ältesten Bautrakt, wurden überwiegend Freiheitsstrafen zwischen mindestens drei und maximal 48 Monaten sowie Untersuchungshaften vollstreckt. Es konnte bis zu 529 Gefangene aufnehmen. Strafgefangene und Untersuchungsgefangene saßen in getrennten Abteilungen. Bereits verurteilte Personen sollten während ihrer Inhaftierung auf ein straffreies Leben vorbereitet werden. Weitere Abteilungen waren die Aufnahmeabteilung, die alle Untersuchungsgefangene durchliefen, und die Abstinenzorientierte Abteilung, in der Gefangene auf eine Drogentherapie außerhalb des Vollzuges vorbereitet wurden.

### Neubau in Ratingen

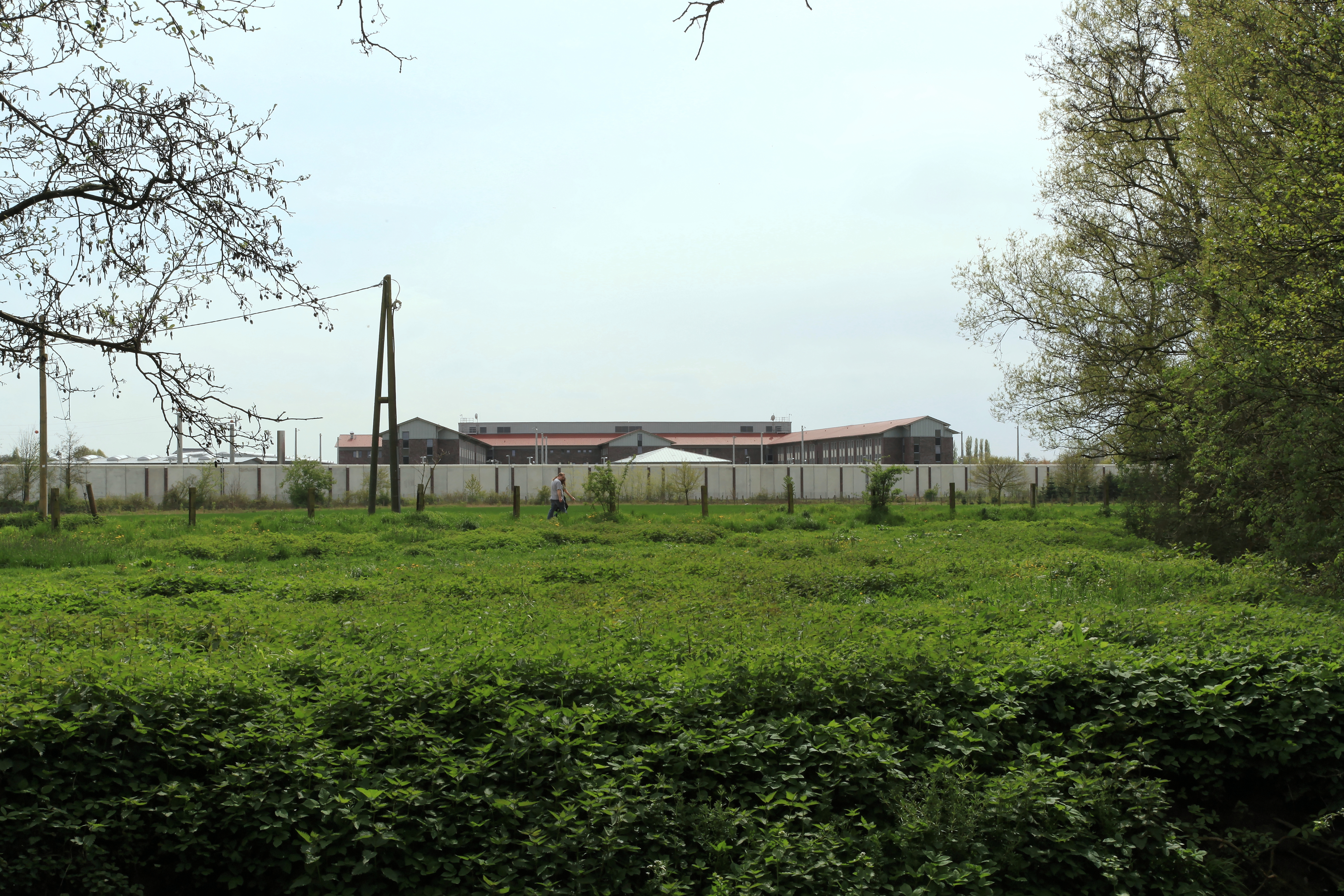
Justizvollzugsanstalt hinter dem Erholungspark Volkardey in Ratingen

Der Neubau der Justizvollzugsanstalt liegt an der Oberhausener Straße in Ratingen auf einem Grundstück direkt an der Stadtgrenze zu Düsseldorf. Die Eröffnung war 2012. Er hat über 125.000 Quadratmeter Gesamtfläche und seine Erstellung kostete 180 Millionen Euro. Es bestehen 855 statt bisher 470 Haftplätze. Bis Ende 2011 gehörten zum Gesamtkomplex noch das Hafthaus Neuss und ein Jugendhaus. Abgesehen von wenigen Gemeinschaftszellen werden die Gefangenen überwiegend in Einzelzellen mit einer Fläche von 10,5 Quadratmetern und angeschlossener Nasszelle untergebracht. Fünf Hafträume verfügen über eine barrierefreie Ausstattung. Auf ca. 26.000 Quadratmetern Hauptnutzfläche der neuen JVA ist auch für die Freizeitgestaltung ausreichend Platz vorhanden: Ein Fußballfeld mit Kunstrasen sowie eine unterteilbare Sporthalle ermöglichen zahlreiche sportliche Aktivitäten. Ein Freizeitzentrum mit einem großen Raum für kulturelle Veranstaltungen, einer Kapelle und einem „multireligiösen Raum“ trägt sozialen, kulturellen und religiösen Bedürfnissen Rechnung.

### Übergangshaus
Das Übergangshaus in Düsseldorf-Gerresheim (Heyestr. 63, 40625 Düsseldorf) ist eine Einrichtung des offenen Vollzugs und kann 34 Inhaftierte aufnehmen. Im Gegensatz zum geschlossenen Vollzug können die Inhaftierten außerhalb der Justizvollzugsanstalt einer Arbeit, Ausbildung oder Weiterbildung nachgehen. An Wochenenden besteht für sie zusätzlich die Möglichkeit auf Ausgang oder Urlaub. Für Unterkunft und Verpflegung zahlt der Inhaftierte einen Haftkostenbeitrag. Über das restliche Einkommen darf frei verfügt werden. Die Mitarbeiter des Allgemeinen Vollzugsdienstes helfen unter anderem bei der Arbeitsplatzsuche sowie Schuldenregulierung und halten Kontakt zum Arbeitgeber.

## Zuständigkeit
Die JVA Düsseldorf ist zuständig für die Vollstreckung von:
- Untersuchungshaft, Auslieferungs-, Durchlieferungshaft und Zivilhaft an Jugendlichen, Heranwachsenden und Erwachsenen
- Freiheitsstrafe (Regelvollzug) von 3 Monaten bis einschließlich 18 Monate
- Freiheitsstrafe von mehr als 24 Monaten an Ausländern
- Strafarrest[9]

Die Zuständigkeiten der Justizvollzugsanstalten in Nordrhein-Westfalen sind im Vollstreckungsplan des Landes NRW geregelt (AV d. JM v. 16. September 2003 – 4431 – IV B. 28 -).

## Freizeit der Gefangenen
Ulmer Echo
Seit 1975 ist die Gefangenenzeitung „Ulmer Echo“ das zentrale Medium im Gefängnis und nach außen. 1400 Menschen außerhalb der Mauern lesen das Magazin, das in der Regel vier Mal im Jahr erscheint. Herausgeber ist der Gefängnisseelsorger Dominikanerpater Wolfgang Sieffert. Zwei Gefangene werden als Redakteure von der Anstalt bezahlt.
Kirchenchor
Seit 1984 existiert ein durch Lioba Lichtschlag geleiteter Chor, der die Sonntagsmesse musikalisch begleitet. Bevor ein Inhaftierter am Chor teilnehmen darf, wird dies von der Anstalts bzw. Bereichsleitung geprüft.

## Berühmte Häftlinge
- Gustav Krupp von Bohlen und Halbach (1870–1950): Im Zusammenhang mit der Ruhrbesetzung und dem Essener Blutsamstag wurde Krupp ab Mai 1923 mehrere Monate inhaftiert.
- Albert Leo Schlageter (1894–1923): Der nationalistische Saboteur saß hier nach seiner Verhaftung durch die Franzosen bis zu seiner Hinrichtung 1923. Die Nazis machten seine Zelle zur Kultstätte.
- Peter Kürten (1883–1931): Er hatte 1913 bis 1929 neun Menschen ermordet, zuvor als Kind schon einmal zwei Menschen und wurde in Köln hingerichtet.
- Alfred Benjamin (1911–1942): Schutzhaft im März 1933 vor der Verlegung nach Esterwegen.
- Wolfgang Langhoff (1901–1966): Der Theaterregisseur wurde als KPD-Mitglied von den Nazis 1933 verhaftet. Er kam später in das KZ Börgermoor.
- Johannes Flintrop (1904–1942) war ein katholischer Theologe, der als Oppositioneller verhaftet und im KZ Dachau ermordet wurde.
- Karl Schabrod (1900–1981) war einer von hunderten Kommunisten, die von den Nazis in der Ulmer Höh' inhaftiert worden waren.
- Franz Stangl (1908–1971) und Kurt Franz (1914–1998): Die beiden KZ-Kommandanten standen während der Treblinka-Prozesse vor dem Landgericht Düsseldorf.
- Andreas Baader (1943–1977): Der RAF-Terrorist saß kurze Zeit in Düsseldorf ein.
- Dieter Degowski und sein Partner Hans-Jürgen Rösner waren die beiden Entführer des Geiseldramas von Gladbeck (1988).
- Metin Kaplan (* 1952), der Islamist und selbst ernannte „Kalif von Köln“, war Häftling der Ulmer Höh' während seiner Prozesse vor dem Oberlandesgericht Düsseldorf.
- Martin Semmelrogge (* 1955), der bekannte Schauspieler saß im Übergangshaus Gerresheim (offener Vollzug) wegen Fahrens ohne Führerschein ein.[14]
- Karsten Speck (* 1960), Entertainer, Schauspieler und Sänger, wurde während seines Düsseldorfer Theater-Engagements im offenen Vollzug in Gerresheim „untergebracht“.

## Weihnachtskonzert
Im Dezember 1995 gab die Punk-Rock-Band Die Toten Hosen kurz vor Heiligabend ein Weihnachtskonzert in der JVA Düsseldorf für die Inhaftierten.

## Projekt „Knastmasche“
Unter dem Label „Knastmasche“ produzieren Häftlinge in der Arbeitstherapie selbstgehäkelte Mützen (Boshis), die über das Portal knastladen.de zum Verkauf angeboten werden. Als Markenzeichen weisen die Mützen zum Gitter gekreuzte Wollfäden auf.